# Sandra Lee (dermatologista)
Sandra Siew Pin Lee Rebish, M.D, FAAD, FAACS, conhecida como Dra. Sandra Lee ou "A rainha dos cravos", é uma dermatologista americana e YouTuber, residente em Upland, Califórnia. Ela é conhecida por seus vídeos online e sua série de TV "Dra. Sandra Lee - A rainha dos cravos" (originalmente "Dr. Pimple Popper").

## Infância e educação
Sandra Siew Pin Lee nasceu em Flushing, bairro de Queens, na cidade de Nova York, em 20 de dezembro de 1970, filha de pais chineses; seu pai, um dermatologista aposentado, é asiático de Cingapura, enquanto sua mãe é asiática da Malásia. Seus pais viviam na pobreza e eram um dos dez filhos em suas respectivas famílias. Seus pais migraram para Nova York em 1969 e a família mudou-se para o sul da Califórnia quando Lee tinha cinco anos.
Lee frequentou a UCLA como estudante de graduação. Durante esse tempo, ela trabalhou meio período como assistente médica de um alergista no centro de Los Angeles. Após sua graduação na UCLA, Lee frequentou a escola de medicina na Drexel University College of Medicine e se formou em 1998. Ela completou seu estágio no Allegheny General Hospital em Pittsburgh. Lee concluiu sua residência em dermatologia na Southern Illinois University. Após o término da residência, ela foi para San Diego para aprofundar sua experiência com laser, cirurgia dermatológica e cosmética. Lee agora mora em Upland, Califórnia com seu marido, Dr. Jeffrey C. Rebish (casado em 28 de maio de 2000), e atualmente trabalha na Skin Physicians & Surgeons. 

## Carreira
Lee é dermatologista certificada e membro da American Academy of Dermatology (em português Academia Americana de Dermatologia), da American Academy of Cosmetic Surgery (em português Academia Americana de Cirurgia Plástica), da American Society for Dermatologic Surgery (em português: Sociedade Americana de Cirurgia Dermatológica) e da American Society for Mohs Surgery (em português: Sociedade Americana de Cirurgia de Mohs).

### Videos no YouTube
Em 2010, Lee começou a enviar vídeos para o YouTube, mas não começou a postar muito conteúdo até 2015, depois que ela percebeu a popularidade de seus vídeos de extração de pele no Instagram. Em troca da permissão por escrito do cliente para gravar e postar conteúdo, Lee oferece aos pacientes tratamento com desconto ou gratuito.  No final de 2019, a decisão de fazer um futuro conteúdo baseado em assinatura atraiu críticas. Ela explicou que foi causado pelo YouTube ter bloqueado anúncios nos vídeos do canal que geralmente apresentavam material desagradável e, portanto, o canal precisava de outra fonte de financiamento.
Uma consulta com a doutora Lee custa 150 dólares, e uma extração varia entre um adicional de 500 a 600 dólares. Então como os pacientes que participam do seu canal no YouTube não pagam ou ganham bons descontos, é justificável para Dra. Lee tentar monetizar seus vídeos no YouTube. Alguns pacientes que participam do seu canal possuem seguro de saúde (uma espécie de plano de saúde) e assim o tratamento é coberto pelo próprio seguro.

### Cuidados com a pele
Em 2017, Lee lançou sua própria linha de produtos para a pele, SLMD Skincare Products. Os produtos da linha incluem loção e limpador para acne, tratamento esclarecedor com retinol e hidratante diário. Antes disso, Lee também vendia extratores de comedões e outros produtos com a marca de seu canal.

### Televisão
Em 2018, Lee assinou com a TLC para ter sua própria série de TV Dr. Pimple Popper, que estreou em 11 de julho. Um episódio especial de Natal do Dr. Pimple Popper, "The 12 Pops of Christmas", que foi ao ar em 13 de dezembro de 2018. A segunda temporada de Dr. Pimple Popper estreou em janeiro de 2019, e a terceira temporada estreou nos Estados Unidos em 11 de julho de 2019. A quarta temporada estreou em 26 de dezembro de 2019. 

## Cultura popular
- O game show do Comedy Central norte-americano @Midnight mencionou sua crescente popularidade no Instagram durante um segmento de abertura.
- Lee é seguida por mais de 6,6 milhões de pessoas (em agosto de 2020) em seu canal no YouTube, com um total de espectadores de um bilhão e contando.[18] Em 14 de agosto de 2018, ela fez uma aparição especial no Jimmy Kimmel Live! [19]